# Kuang-ming ž’-pao
Kuang-ming ž’-pao (čínsky pchin-jinem Guāngmíng Rìbaò, znaky 光明日報; lze se setkat i s anglickým titulem Guangming Daily) je nejprodávanějším a nejčtenějším celostátním deníkem v ČLR. Noviny začaly vycházet 16. června 1949. Náklad je aktuálně 490 000 výtisků.
Deník byl založen roku 1949 jako oficiální noviny Čínské demokratické ligy, jedné z menších politických stran spolupracujících s Komunistickou stranou Číny. Od vzniku do roku 1957 deník řídil Čang Po-ťün, tehdejší významný nekomunistický politik Čínské lidové republiky. Jako jeden ze „tří velkých deníků“ za kulturní revoluce měl významnou roli v životě země, od druhé poloviny 70. let byl pod kontrolou umírněných a reformních politiků a hrál významnou roli v podpoře Chua Kuo-fenga a jeho spojenců ve střetu s „gangem čtyř“ roku 1976 a v podpoře Teng Siao-pchinga a jeho spojenců proti Chua Kuo-fengovi roku 1978. Od roku 1982 je deník přímo řízen komunistickou stranou, od roku 1984 je jednou z institucí podřízených oddělení propagandy ÚV KS Číny.